# Parafia św. Barbary w Porębie
Parafia pw. Świętej Barbary w Porębie Średniej – parafia rzymskokatolicka należąca do dekanatu Ostrów Mazowiecka – Chrystusa Dobrego Pasterza, diecezji łomżyńskiej, metropolii białostockiej. 
Erygowana została w 1639 roku. Jest prowadzona przez księży diecezjalnych.

## Zasięg parafii
Do parafii należą wierni z miejscowości: Poręba-Kocęby, Poręba Średnia, Budykierz, Dudowizna, Dybki, Przyjmy k. Poręby, Udrzyn, Udrzynek, Tuchlin.